# Jonesiobryum
Jonesiobryum là một chi rêu trong họ Rhachitheciaceae.